# 山内要一
山内 要一（やまうち よういち、1972年12月29日 - ）は、北海道放送（HBC）の社員。元アナウンサー。北海道北見市生まれ。

## 人物
中学2年生時に将棋でアマチュア三段となり、地元の北見毎日新聞の将棋欄に棋譜と顔写真が掲載されたことがある。
法政大学経済学部卒業後、1996年にHBC入社。アナ同期は加藤雅章、元報道記者の武田明子、現フリーアナウンサーの石山愛子。
1999年の『さくらいさんとやまうちくん』を皮切りに、ワイド番組を中心にラジオでのレギュラー番組を長らく担当。2004年4月からはテレビで情報ワイド番組を担当するが、2005年からは平行してスポーツ実況も担当。前年にフランチャイズを東京都から北海道に移転した北海道日本ハムファイターズのプロ野球中継などを中心に活動（初実況は、2005年8月14日の対ソフトバンク戦ラジオ中継～札幌ドーム）。スポーツ（プロ野球実況）アナへの転向は、自身の希望であったと後に述べている。
2006年4月からは、プロ野球中継、スポーツ情報番組などの、スポーツアナウンサーにシフトする。日本ハム一筋で選手生活を終え、この年から解説者となった岩本勉とは、実況はもちろん、ラジオ番組でもコンビを組んでいた。
2009年10月より、田村美香とのラジオ新ワイド番組『山ちゃん美香の朝ドキッ!』で、ラジオの平日午前帯ワイド番組を担当。ナイターオフ期に担当した番組を除いては、5年半ぶりにラジオワイドへの復帰。さらに、全くの同時間帯番組への登場となる。
2011年5月17日、『山ちゃん・美香の朝ドキ』に小谷毎彦元北見市長が生出演して、「北見観光大使」公開就任式が行われた。
おニャン子クラブ以来のアイドルファンでもある。
2025年6月、同年7月1日付で旭川放送局長兼北見放送局長職へ異動する内示を受ける。6月末日付を以てアナウンス業務から退くことになった。
アナウンス部内では、後輩アナウンサーと雑談を楽しむなど、明るく朗らかな性格でみんなから愛されてきた。

## 過去の担当番組

### ラジオ
- HBCファイターズナイター（北海道日本ハムファイターズ戦実況・ベンチリポーター）
- HBCニュース
- さくらいさんとやまうちくん
- 武田明子の気ままにアビーロード（「物まね講座」コーナー担当）
- 中村美彦の一筆啓上
- 山ちゃん直子のラジオマガジン
- サタデースポーツスペシャル・エール!!
- 週刊函館競輪
- ファイターズDEナイト!（金曜日）
- プロ野球三都物語（2008年度の放送を担当）
- HBCミュージックナイター「フルカウント!」金曜日担当
- ワンアーティストスペシャル「オンリーワン!」 ～サードシーズン
- ガンちゃんの世界一面白いプロ野球の番組
- 45回転のアイドル（2013年5月24日更新分の「アナウンサー日記」を参照）
- 山ちゃん美香の朝ドキッ!

### テレビ
- 侍プロ野球（北海道日本ハムファイターズ戦実況・ベンチリポーター）
- HBCニュース
- テレビ一番星（リポーター）
- 気になるパンプキン
- 早おきビタミン
- ビタミンTV
- Eスポーツ